# Marco Louis
Marco Louis  (* 6. April 1994) ist ein Schweizer Unihockeyspieler, der beim Nationalliga-A-Verein SV Wiler-Ersigen unter Vertrag steht.

## Karriere

### Verein
Louis wurde beim UHC Nesslau Sharks ausgebildet und wechselte später in den Nachwuchs des Nationalliga-A-Vertreters Chur Unihockey. 2012 stand er zum ersten Mal im Kader der ersten Mannschaft.
2015 verpflichtete der Schweizer Rekordmeister SV Wiler-Ersigen den Stürmer. 2017 verlängerte Marco Louis seinen auslaufenden Vertrag beim SV Wiler-Ersigen um zwei Jahre. Seit der Saison 2021/22 amtet Louis als Captain der ersten Mannschaft.

### Nationalmannschaft
Zwischen 2011 und 2013 spielte Louis für die Schweizer U19-Unihockeynationalmannschaft.
Seit 2017 gehört er der Schweizer Unihockeynationalmannschaft an.